# I Never Loved a Man (The Way I Love You)
| Оценки критиков | Оценки критиков |
| Источник        | Оценка          |
| --------------- | --------------- |
| AllMusic        | Без оценки      |

«I Never Loved a Man (The Way I Love You)» — песня Ареты Франклин 1967 года. Вышла на отдельном сингле в марте 1967 года на лейбле Atlantic Records.
В 2004 году журнал Rolling Stone поместил песню «I Never Loved a Man (The Way I Love You)» в исполнении Ареты Франклин на 186 место своего списка «500 величайших песен всех времён». В списке 2011 года песня находится на 465 месте.
В 2009 году одноимённый альбом Ареты Франклин (куда эта песня вошла) (1967 год, Atlantic Records) был принят в Зал славы премии «Грэмми».
Кроме того, песня «I Never Loved A Man (the Way I Love You)» в исполнении Ареты Франклин вместе с ещё тремя её песнями — «Chain of Fools», «(You Make Me Feel Like) A Natural Woman» и «Respect» — входит в составленный Залом славы рок-н-ролла список 500 Songs That Shaped Rock and Roll.